# وسم الكتلة المترادفة
وسم الكتلة المترادفة هي علامات ومسميات كيميائية تستخدم في  مطيافية الكتلة معتمدًا في هذا القياس على القياس الكمي وتحديد الجزيئات البيولوجية مثل البروتينات والبيبتيدات والأحماض النووية. وتنتمي واسمات الكتلة المترادفة إلى عائلة من المواد الكاشفة التي يشار إليها كنهايات لكتلة ذات قياس متساوٍ. وتوفر بديلًا للمواد الهلامية أو مضادات الأجسام التي تعتمد على القياس الكمي ولكنها ربما تستخدم في الجمع والتقريب بين هذه الكتل وبين طرق أخرى.

## النسخ
يوجد حاليًا ثلاثة أنواع متاحة من واسمات الكتل المترادفة:
- واسمات الكتل المترادفة في قياس صفر – وهي البنية الأساسية غير المستبدلة بنظائر.
- الواسمات المزدوجة للكتل المترادفة – هي زوج من نهايات الكتلة مترادفة النظائر مع استبدال نظائري واحد[1]
- الواسمات السداسية للكتل المترادفة – هي مجموعة من نهايات الكتل سداسية النظائر مع خمسة استبدالات بنظائر.[2]

وتحتوي الواسمات على أربع مناطق, تسمى بمناطق إخبار الكتلة (إم)، ومنطقة رابط قابلة للشق (إف)، ومنطقة تطبيع الكتلة (إن) ومجموعة تفاعل البروتين (أر). والتركيبات الكيميائية لكل النهايات متطابقة ولكن تحتوي كل نهاية منها على نظائر مستبدلة في المواضع المختلفة، مثل منطقة إخبار الكتلة ومناطق تطبيع الكتلة جميعها لديها كتل جزيئية مختلفة في كل نهاية. وجميع المناطق الأربع (إم- إف- إن- أر) لها نفس إجمالي الوزن الجزيئي والتركيب، لذلك فإنه أثناء العزل والفصل الكروماتوغرافي والكهربي في نموذج إم إس الفردي، فإن الجزيئات التي تحمل النهايات المختلفة لا يمكن تمييزها. وبناءً على التجزئة في نموذج إم أس، فإنه يمكن الحصول على المعلومات المتتابعة من تجزئة العمود الفقري للبيبتيد وبيانات الكم من تشظية الواسمات ، والتي تعطي ارتفاعًا في أيونات الكتلة الإخبارية.
ومركز علوم البروتيوم لديها براءات اختراع في تكنولوجيا وسم الكتلة المترادفة (علامات الكتلة المترادفة). وتغطي هذه البراءات نطاقًا واسعًا من تكنولوجيا علامات ونهايات الكتلة المترادفة.

## تحديد وتقدير حجم علامات وواسمات الكتل المترادفة المسماة بالبيبتيد
تعتبر تركيبات واسمات الكتل المترادفة متاحة للعامة من خلال قاعدة بيانات اليونيمود في الموقع التالي unimod.org، وبالتالي فإن برنامج طيف الكتلة مثل ماسكوت قادر على حساب نهاية الكتل. وبالإضافة إلى أن الإصدار 2.2 من برنامج ماسكوت لديه القدرة على تحديد واستخدام نهاية الكتلة المترادفة ونهايات الكتلة متساوية النظائر والأوزان بدون استخدام برنامج إضافي.